# Aloe secundiflora
Aloe secundiflora ist eine Pflanzenart der Gattung der Aloen in der Unterfamilie der Affodillgewächse (Asphodeloideae). Das Artepitheton secundiflora stammt aus dem Lateinischen, bedeutet ‚einseitswendigblütig‘ und verweist auf die einseitswendigen Blüten der Art.

## Beschreibung

### Vegetative Merkmale
Aloe secundiflora wächst stammlos oder sehr kurz stammbildend, ist in der Regel einfach und bildet gelegentlich kleine Gruppen. Die etwa 20 eiförmig-lanzettlichen, verschmälerten Laubblätter bilden eine dichte Rosette. Die glänzend trübgrüne Blattspreite ist 30 bis 75 Zentimeter lang und 8 bis 30 Zentimeter breit. Die Blattoberfläche ist glatt. Die stechenden, dunkelbraunen Zähne am oft hornigen Blattrand sind 3 bis 6 Millimeter lang und stehen 10 bis 20 Millimeter voneinander entfernt. Der Blattsaft trocknet gelb.

### Blütenstände und Blüten
Der Blütenstand weist zehn bis zwölf Zweige auf und erreicht eine Länge von 100 bis 150 Zentimeter. Die unteren Zweige sind nochmals verzweigt. Die lockeren Trauben sind 15 bis 20 Zentimeter lang und bestehen aus einseitswendigen Blüten. Die eiförmig-spitzen Brakteen weisen eine Länge von 3 bis 7 Millimeter auf und sind 2 bis 5 Millimeter breit. Die rosarötlichen bis trüb scharlachroten Blüten sind an ihrer Mündung heller und stehen an 5 bis 10 Millimeter langen Blütenstielen. Die Blüten sind 25 bis 35 Millimeter lang und an ihrer Basis gestutzt. Auf Höhe des Fruchtknotens weisen sie einen Durchmesser von 9 Millimeter auf. Darüber sind die Blüten leicht verengt und schließlich zur Mündung leicht erweitert. Ihre Perigonblätter sind auf einer Länge von 12 bis 17 Millimetern nicht miteinander verwachsen. Die Staubblätter und der Griffel ragen 3 bis 6 Millimeter aus der Blüte heraus.

## Systematik und Verbreitung
Aloe secundiflora ist in Äthiopien, Sudan, Kenia, Ruanda und Tansania verbreitet. Das Verbreitungsgebiet von Aloe secundiflora var. secundiflora erstreckt sich vom Süden in Äthiopien und Südosten im Sudan durch Kenia bis in den Norden von Tansania und Ruanda. Die Varietät wächst auf Grasland und offenem Waldland auf Sandboden in Höhen von 750 bis 1980 Metern. Aloe secundiflora var. sobolifera ist in Zentral-Tansania in Waldland auf Sandboden in Höhen von 600 bis 1825 Metern verbreitet.
Die Erstbeschreibung durch Adolf Engler wurde 1895 veröffentlicht. Es werden folgende Varietäten unterschieden:
- Aloe secundiflora var. secundiflora
- Aloe secundiflora var. sobolifera S.Carter

Aloe secundiflora subsp. secundiflora

Folgende Taxa wurden als Synonym in die Art einbezogen: Aloe engleri A.Berger (1905), Aloe floramaculata Christian (1940) und Aloe marsabitensis I.Verd. & Christian (1940).
Aloe secundiflora subsp. sobolifera

Die Unterschiede zu Aloe secundiflora var. sobolifera sind: Die Varietät sprosst und bildet oft große Gruppen. Die lanzettlichen, dunkelgrünen, oft bronzefarben überhauchten Blätter sind an ihrer Basis 8 bis 15 Zentimeter (selten bis 20 Zentimeter) breit. Die nicht stechenden Randzähne sind nie durch einen hornigen Rand verbunden. Die Erstbeschreibung durch Susan Carter wurde 1994 veröffentlicht.

## Nachweise